# Anacanthobatis longirostris
Anacanthobatis longirostris е вид хрущялна риба от семейство Anacanthobatidae.

## Разпространение и местообитание
Видът е разпространен в Американски Вирджински острови, Антигуа и Барбуда, Бахамски острови, Британски Вирджински острови, Гваделупа, Доминика, САЩ (Луизиана, Мисисипи, Тексас и Флорида) и Сейнт Китс и Невис.
Среща се на дълбочина от 530 до 1052 m, при температура на водата от 8,2 до 12,9 °C и соленост 34,9 – 35,6 ‰.

## Описание
На дължина достигат до 75 cm.